# Јанош Фаркаш
Јанош Фаркаш (мађ. Farkas János; Будимпешта, 27. март 1942 — Будимпешта, 29. септембар 1989 ) био је мађарски фудбалер.
Током своје клупске каријере играо је за Вашаш. Одиграо је 33 утакмице и постигао 20 голова за мађарску фудбалску репрезентацију од 1961. до 1969. године, и учествовао је на ФИФА-ином светском првенству 1962, купу европских нација 1964. и ФИФА-ином светском првенству 1966. године. Такође је освојио златну медаљу у фудбалу на Летњим олимпијским играма 1964. године. Нарочито га памте по сјајном голу на ФИФА-ином светском првенству 1966. године против Бразила, који је допринео сензационалној победи 3: 1 против актуелних шампиона. Каријеру је завршио прилично рано, са 30 година, и постао гастроном. Преминуо је у 47. години од срчаног удара. По њему је након његове смрти назван омладински фудбалски турнир.